# Tieum
Tieum, echte naam Matthieu Fournier, is een Franse hardcore dj/producer. Hij werd vooral bekend door het Psychiatrik Records label wat hij in 1997 begon.
In 1992 begon hij met produceren en ook draaien, en heeft intussen honderden releases op zijn naam staan. In 2004 bracht hij zijn tweede album "I've got Nothing to loose" uit, wat zijn doorbraak in en buiten Europa werd. 
Beïnvloed door de Nederlandse hardcore en geluiden van Industrial Strength maakt zijn muziek een tikje harder dan de anderen. Zo'n beetje alle hardcore dj's draaien zijn platen.
In 2005 startte hij een nieuw label, Altern-Hate, waarmee hij zijn Tieum-sound in een nieuw jasje stak en samenwerkingen met Lenny Dee, Unexist en Franse vrienden E.S.T. uitbracht.
In 2006 werkte Tieum samen met Ophidian en bracht "Nothing I Can't Handle" uit. 
- Bibliothèque nationale de France: cb15859395s (data)
- MusicBrainz: 8786aa6d-db0b-4957-b9fc-1b50b377a4cd
- Virtual International Authority File: 7721536